# Piotr z Alkantary
Piotr z Alkantary, przed wstąpieniem do zakonu Juan de Garabito y Vilela de Sanabria (ur. 1499 w Alcantarze w Estremadurze w Hiszpanii, zm. 18 października 1562 w Arenas de San Pedro w obecnej prowincji Avila – święty katolicki, kapłan, mistyk, asceta, franciszkanin, teolog.

## Życiorys
Pochodził z rodziny arystokratycznej. Jego ojciec, Pedro Garavita był gubernatorem, matka, María Vilela de Sanabria była szlachcianką. Studiował gramatykę i filozofię w rodzinnym mieście, a następnie prawo na uniwersytecie w Salamance.
W roku 1515 założył habit franciszkański, wstępując do wiceprowincji dyskalceatów, odłamu zreformowanych minorytów w Manxaretes w pobliżu Valencia de Alcántara (klasztor San Pedro de los Majarretes). Przyjął wtedy imię Piotra z Alkantary.
W wieku 22 lat został wysłany do Badajoz, gdzie właśnie ufundowano nowy klasztor ściślejszej obserwancji. W roku 1524 Piotr został wyświęcony na kapłana. W następnym roku powierzono mu funkcję gwardiana w konwencie Santa Maria degli Angeli w Robredillo. Już w tym okresie był uważany za doskonałego kaznodzieję. Jego homilie, w których sięgał do biblijnych ksiąg prorockich i mądrościowych, przygotowywane były przede wszystkim z myślą o niższych warstwach ówczesnego hiszpańskiego społeczeństwa.
W okresie, w którym Piotr z Alkantary wstąpił do dyskalceatów, posiadali oni, oprócz prowincji w samej Hiszpanii, kustodię Santa Maria della Pietà w Portugalii (pod zwierzchnictwem generała franciszkanów obserwantów). W roku 1538 przyszły święty został wybrany prowincjałem (wyższy przełożony) prowincji pw. Świętego Gabriela.
Podczas kapituły w Plasencji w roku 1540 zaprezentował Konstytucje dla członków ściślejszej obserwancji. Gwałtowna opozycja względem jego rygorystycznych ideałów wpłynęła na rezygnację z urzędu i udanie się do eremu w Górach Arrábida w Portugalii. Towarzyszył mu w tej podróży Jan z Ávili. Obaj dołączyli do przebywającego w odosobnieniu ojca Martina da Santa Maria. Bardzo szybko do eremitów franciszkańskich przyłączali się nowi naśladowcy. W ten sposób powstały niewielkie wspólnoty, z których ukonstytuowała się w roku 1560 prowincja franciszkańska ściślejszej obserwancji, nazywana później Prowincją Arrábida. Zanim ona powstała, przyszły święty wybrany został magistrem nowicjuszy i gwardianem klasztoru w Pallais.
W roku 1553 franciszkanin powrócił do Hiszpanii. Przebywał początkowo w odosobnieniu, a następnie odbył daleką podróż na boso do Rzymu, gdzie papież pozwolił mu na zakładanie na Półwyspie Iberyjskim ubogich konwentów. By nie prowokować sprzeciwu obserwantów, miały się one znaleźć pod jurysdykcją generała franciszkanów konwentualnych. Piotr założył klasztory w Perdosa, Plasencia i w innych jeszcze miejscowościach. W roku 1556 utworzono z nich jednostkę administracyjną zwaną komisariatem, który z kolei był podwaliną nowej prowincji pw. Świętego Józefa. Autorem konstytucji dla nowej prowincji był Piotr z Alkantary. Zawierały one zaostrzone przepisy dotyczące życia wspólnotowego i osobistego braci. Reforma zapoczątkowana utworzeniem nowej prowincji została stopniowo przyjęta przez inne hiszpańskie i portugalskie prowincje.
W roku 1562 założona przez Piotra z Alkantary prowincja została podporządkowana generałowi obserwantów. Z czasem powstały kolejne dwie nowe kustodie św. Jana Chrzciciela w Walencji oraz św. Szymona w Galicji.
Nie należy zapominać, iż w czasach Piotra z Alkantary żyło 20 wielkich świętych, którzy odegrali istotną rolę w realizacji trydenckiej odnowy Kościoła, m.in.: św. Ignacy Loyola, św. Franciszek Borgiasz, św. Franciszek Ksawery, św. Jan z Ávili, św. Tomasz z Villanueva, Bernardyn de Laredo, św. Jan od Krzyża i św. Teresa z Ávili. Tę ostatnią Piotr z Alkantary popierał w jej reformowaniu zakonu karmelitańskiego.
Mistyk zmarł w opinii świętości w infirmerii klasztoru franciszkańskiego w Arenas de San Pedro.
Według wielu współczesnych świętemu źródeł obdarzony był on darem czynienia cudów, prorokowania oraz mistycznych ekstaz. Jego życie odznaczało się szczerym pragnieniem i praktyką życia w ubóstwie i umartwieniu. Teresa z Avili wspomina min., że przez ponad 40 lat praktykował surową pokutę, polegającą na spaniu półtorej godziny w ciągu dnia i nocy. W swojej celi (o długości 125 cm) pozostawał cały czas na kolanach lub na stojąco, a spał na siedząco, z głową opartą o  kawałek drewna wbity w ścianę. Jadał co trzeci dzień. Był tak skrajnie wychudzony, że ciało miał pokryte żyłami niczym korzeniami drzewa

## Patronat
Dekretem Kongregacji ds. Kultu Bożego i dyscypliny Sakramentów z 1826 Piotr z Alkantary ogłoszony został patronem Brazylii, a w 1962 Estremadury. Franciszkanin jest również patronem diecezji Coria-Cáceres w Hiszpanii, a także polskiej prowincji Matki Bożej Anielskiej - ojców Franciszkanów Reformatów z Krakowa. Świętego przywołuje się podczas złośliwej gorączki. Jest też opiekunem straży nocnej z racji swego ciągłego czuwania.

## Atrybuty
Święty Piotr z Alkantary przedstawiany jest w brązowym habicie franciszkańskim z kapturem. Habit przepasany jest białym sznurem z trzema węzłami symbolizującymi trzy śluby zakonne: posłuszeństwa, ubóstwa i czystości. Atryburtem Piotra z Alkantary jest występujący najczęściej obok świętego duży krzyż, który jest przez niego obejmowany – symbol umiłowania ducha pokuty i umartwienia, a także cierpliwości i wytrwania pomimo przeciwności losu. Według udokumentowanej tradycji, to właśnie Piotr z Alkantary wprowadził zwyczaj stawiania krzyży misyjnych w parafiach, które przeżywają lub odnawiają misje święte.

## Dzień obchodów
Kościół katolicki obchodzi wspomnienie św. Piotra z Alkantary, kapłana i zakonnika 19 października (tzw. wspomnienie dowolne, w kościołach franciszkańskich wspomnienie obowiązkowe). W roku 1999 obchodzono 500-lecie jego urodzin.

## Ikonografia

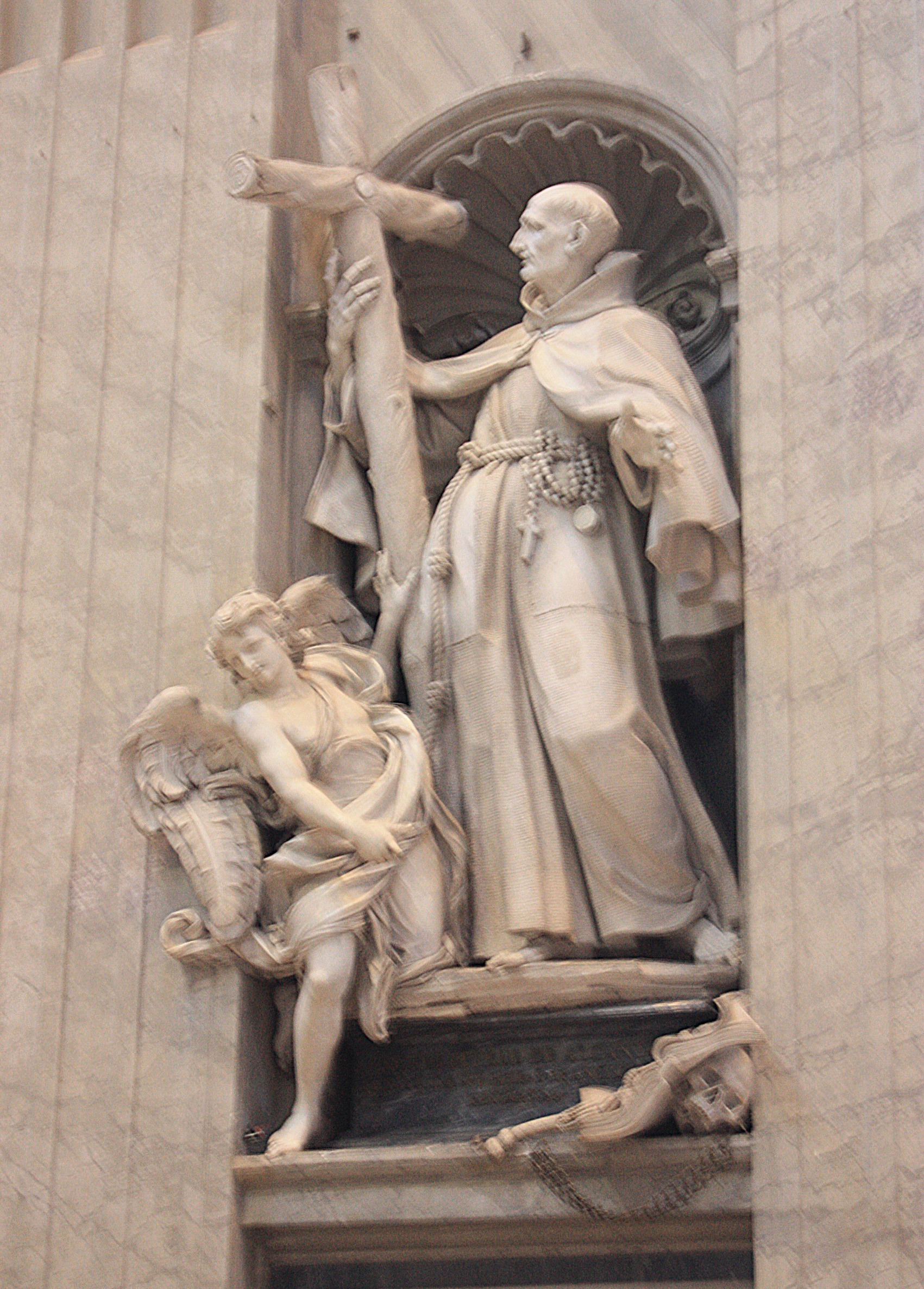
Figura św. Piotra z Alkantary w bazylice św. Piotra w Rzymie

Ogromna rzeźba przedstawiająca świętego mistyka znajduje się we wnętrzu bazyliki św. Piotra w Watykanie (seria przedstawiająca założycieli zakonów i zgromadzeń zakonnych). Jednym z piękniejszych przedstawień świętego jest obraz Giovanniego Battisty Pittoniego Apoteoza św. Hieronima ze św. Piotrem z Alkantary i nieznanym franciszkaninem przechowywany w National Galleries of Scotland. W wielu franciszkańskich klasztorach znajdują się przedstawienia świętego – obrazy, rzeźby i witraże.

## Relikwie i sanktuaria
Święty franciszkanin pochowany został w Arenas. Jego relikwie znajdują się w kościele ufundowanym przez hiszpańskiego króla.
Relikwiarz zawierający część szczątków św. Piotra z Alkantary znajduje się w klasztorze Franciszkanów pw. św. Idziego i św. Bernardyna w Głubczycach.

## Proces kanonizacyjny
W czasie procesu beatyfikacyjnego przesłuchano wielu świadków, m.in. mieszkańców andaluzyjskiego Arenas de San Pedro, w którym Piotr z Alkantary spędził ostatnie lata swojego życia. Franciszkanin był beatyfikowany przez Grzegorza XV w 1622. Kanonizował go w 1669 papież Klemens IX.

## Działalność pisarska

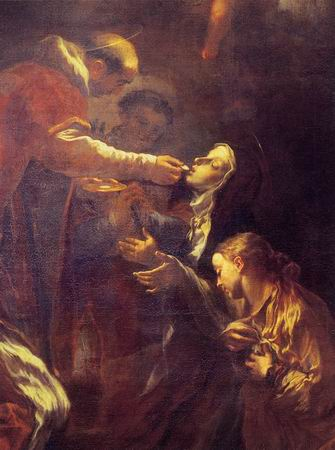
Św. Piotr z Alkantary udziela Komunii św. Teresie z Ávili

Święty nie był zbyt płodnym pisarzem.
- Jego autorstwo Tratado de la Oración y Meditación ("Traktat o modlitwie i medytacji") jest niejednokrotnie podważane (175 edycji; liczne tłumaczenia, także na język polski).
- W listach adresowanych do św. Teresy z Ávili mistyk zachęcał ją do wytrwałości w przeprowadzeniu reformy Karmelitanek i do założenia nowego klasztoru w Ávili (listy z 14 kwietnia 1562 oraz 24 sierpnia tego samego roku).
- Listy do innych osobistości hiszpańskiego i portugalskiego kościoła XVI-wiecznego.
- Traktat Tres cosas para aprovechar mucho en poco tiempo.
- Komentarz do Psalmu 51 – Comentario al salmo Miserere.

Wiele informacji o życiu świętego znaleźć można w pismach i listach św. Teresy z Ávili.

## Elementy duchowości
Święty wielokrotnie udawał się do eremów, prowadząc życie w odosobnieniu i pokucie. Jako przełożony Piotr z Alkantary dążył do przywrócenia w zakonie franciszkańskim ducha pierwotnej surowości, charakterystycznego dla czasów św. Franciszka z Asyżu, za którego duchowego syna zawsze się uważał. Zainicjował zwyczaj umieszczania krzyża podczas misji wśród ludu. Przypisuje mu się wiele nadzwyczajnych darów, m.in. chodzenia po wodzie. Piotr z Alkantary był znakomitym kaznodzieją.